# Leucyssa
Leucyssa is een geslacht van sponsdieren uit de klasse van de Calcarea (kalksponzen).

## Soort
- Leucyssa spongilla Haeckel, 1872